# Primera División de Costa Rica 1925
Die Saison 1925 war die 5. Spielzeit der Primera División de Costa Rica, der höchsten costa-ricanischen Fußballliga. Es nahmen sechs Mannschaften teil. Im Laufe der Saison wurde Cartaginés ausgeschlossen, Alajuela und Progreso zogen sich, ebenfalls im Laufe der Saison, zurück.
CS La Libertad gewann seinen 1. Meistertitel.

## Austragungsmodus
- Die sechs teilnehmenden Teams spielten in einer Einfachrunde (Hin- und Rückspiel) im Modus Jeder gegen Jeden den Meister aus.
- CS Cartaginés wurde im Laufe der Saison ausgeschlossen, die schon gespielten Begegnungen nicht gewertet.
- LD Alajuelense und CS Progreso zogen sich im Laufe der Saison zurück, die schon gespielten Begegnungen wurden gewertet, die verbliebenen für den Gegner gewertet.

## Endstand
| Pl.             | Verein           | Sp. | S | U | N | Tore    | Diff. | Punkte |
| --------------- | ---------------- | --- | - | - | - | ------- | ----- | ------ |
| 1.              | CS La Libertad   | 8   | 7 | 1 | 0 | 010:200 | +8    | 15     |
| 2.              | CS Herediano (M) | 8   | 5 | 1 | 2 | 016:120 | +4    | 11     |
| 3.              | SG Española      | 8   | 3 | 0 | 5 | 011:120 | −1    | 06     |
| 4.              | LD Alajuelense   | 8   | 2 | 0 | 6 | 005:100 | −5    | 04     |
| 5.              | CS Progreso      | 8   | 2 | 0 | 6 | 006:120 | −6    | 04     |
| 6.              | CS Cartaginés    | 0   | 0 | 0 | 0 | 000:000 | ±0    | 0      |
| Stand: Endstand |                  |     |   |   |   |         |       |        |

## Pokalwettbewerb

### Copa Benguria
CS La Libertad gewann den Wettbewerb durch Freilose und Nichtantreten der Gegner kampflos.